# Universidade de Santiago de Compostela
A Universidade de Santiago de Compostela é uma universidade pública sediada na cidade de Santiago de Compostela, Galiza, Espanha. Está dividida em quatro campi — três na cidade compostelana (Campus Norte, Campus Sul e Campus Histórico) e um localizado em Lugo. Foi fundada em 1495, sendo a principal e mais antiga universidade da Galiza, a sétima mais antiga da Península Ibérica e uma das universidades mais antigas do mundo. Dela fazem parte 19 faculdades.

## Faculdades e escolas universitárias

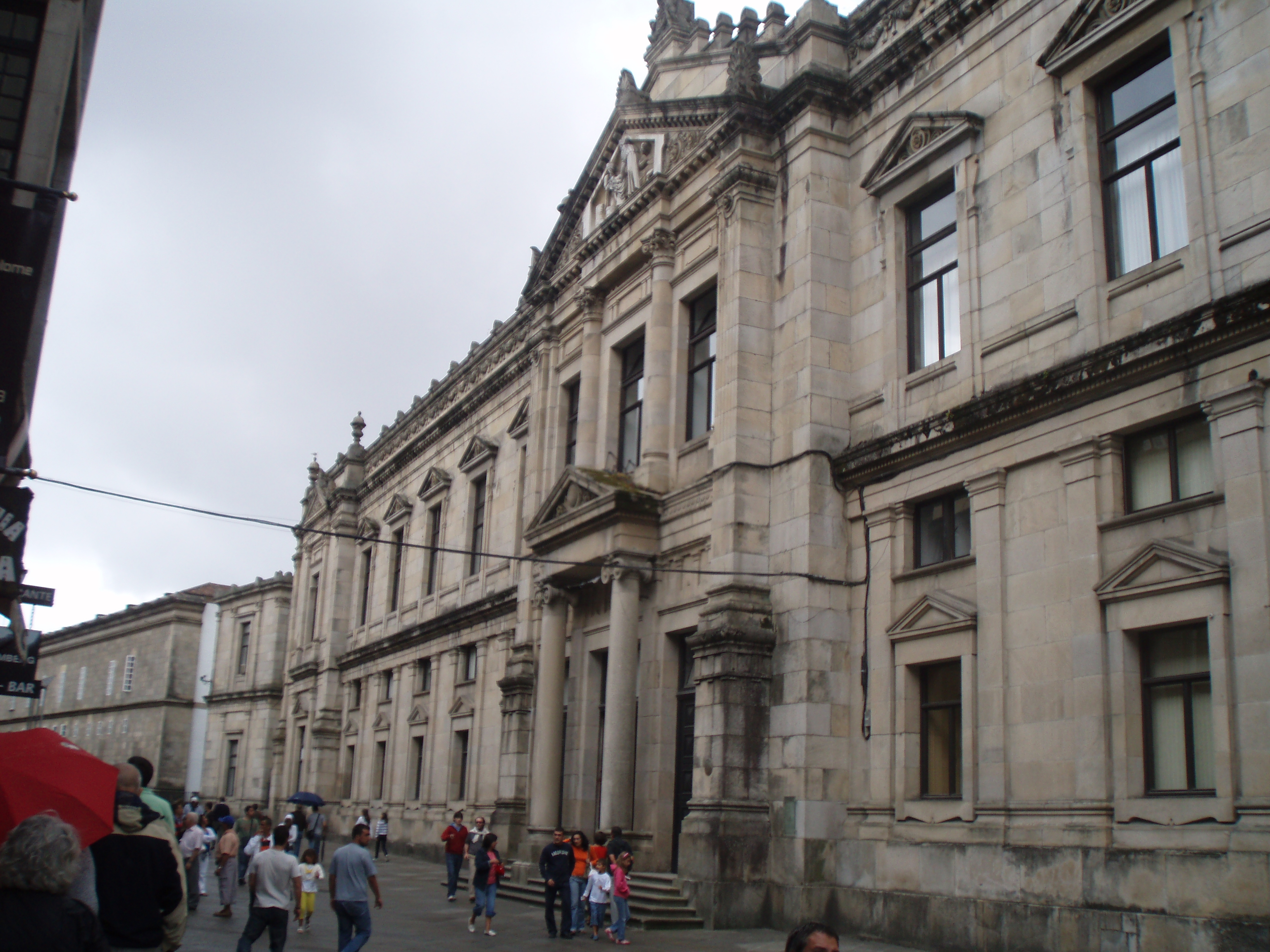
A Faculdade de Medicina da Universidade de Santiago de Compostela é uma das mais antigas escolas médicas da Europa

### Campus de Santiago

#### Campus Histórico
- Faculdade de Geografia e História
- Faculdade de Filosofia
- Faculdade de Medicina

#### Campus Norte
- Escola Universitária de Trabalho Social
- Faculdade de Odontologia
- Escola Universitária de Enfermagem
- Faculdade de Ciências da Educação
- Faculdade das Ciências Económicas e Empresariais
- Faculdade de Filologia
- Faculdade de Ciências da Comunicação

#### Campus Sul
- Faculdade de Químicas
- Faculdade de Direito
- Escola Universitária de Prática Jurídica
- Escola Universitária de Relações Laborais
- Faculdade de Ciências Políticas e Sociais
- Faculdade de Matemáticas
- Faculdade de Biologia
- Faculdade de Psicologia
- Faculdade de Ciências da Educação
- Escola Universitária de Ótica
- Faculdade de Física
- Faculdade de Farmácia
- Escola Técnica Superior de Engenharia

### Campus de Lugo
- Faculdade de Formação do Profesorado de Lugo
- Escola Universitária de Enfermagem de Lugo
- Escola Universitária de Relações Laborais de Lugo
- Faculdade de Veterinária da Universidade de Santiago
- Escola Politécnica Superior de Lugo
- Faculdade de Administração e Direção de Empresas de Lugo
- Faculdade de Ciências de Lugo
- Faculdade de Humanidades de Lugo

## História

### Antecedentes
Em finais do século XV, Lopo Gómez de Marzoa, notário do concello (administração municipal) de Santiago, promoveu a criação na cidade de um "Colégio de Estudantes Pobres", para o que procurou o apoio do abade do Mosteiro de São Martinho Pinário, Frei João de Melgar. A 3 de setembro de 1495 foram assinadas as escrituras de doação nas quais se fixaram as contribuições económicas que cabiam a cada uma das partes para a fundação. O Mosteiro de São Martinho doou para sede o Convento de São Paio de Antealtares, exceto a respetiva igreja; o notário doou bens no valor total de 50 000 maravedis de renda anual.
O estudo de São Paio teve uma vida muito curta, já que a 18 de julho de 1499 os religiosos decidiram, em capítulo presidido pelo prior geral e reformador geral da Ordem de São Bento, à qual pertencia São Martinho Pinário, anular o contrato e instalar em Antealtares as monjas beneditinas da Galiza.
O Estudo Velho
A 17 de julho de 1501, Lopo Gómez de Marzoa, juntamente com Diego de Muros II, bispo das Canárias, e Diego de Muros III, deão de Santiago, criaram uma nova fundação, na qual configuraram um Estudo Geral com as suas próprias normas e a sua sede numa casa da Rua Nova onde se lecionaram as aulas de gramática e cânones. Em 1504, uma bula do papa Júlio II confirma a fundação desse Estudo Geral.

### Fundação pelo arcebispo Alonso III de Fonseca
Em 1512 o arcebispo de Santiago Alonso III de Fonseca começa a ponderar a criação de um Colégio Novo, a que chamaria Colégio de Santiago Alfeo. Fonseca conseguiu que o papa Clemente VII aprovasse, mediante a bula outorgada a 15 de março de 1526, a fundação do colégio, na qual autorizava construir um novo colégio ou ampliar o Estudo Velho, que passou a fazer parte do novo colégio. O colégio foi dotado de rendas e nele começaram a ser lecionados aulas de artes, teologia e direito, outorgando-se-lhe os mesmo privilégios que o colégio fundado pelo cardeal Cisneros em Alcalá de Henares. Nascia assim a Universidade de Santiago.
Alonso III de Fonseca fixou o projeto do novo colégio no seu testamento de 1531, incluindo a dotação de executores e o projeto de construção, mas quando morreu em 1534, as obras em Alcalá de Henares ainda não tinham começado.
Em 1551 e 1552, alguns testamenteiros reuniram-se com o patrono do colégio, Alonso de Zúñiga e Acevedo Fonseca, conde de Monterrei e sobrinho do arcebispo Fonseca, com o objetivo de pôr o colégio a funcionar. O edifício já estava construído, mas não havia normas organizativas, pelo chegaram a ponderar a entrega da instituição aos jesuítas para que eles o organizassem. Finalmente, a 25 de outubro de 1553, foram promulgadas as primeiras ordenanças, mas estas não chegaram a ser aplicadas. Entretanto, já há algum tempo que o Colégio de Santiago Alfeo tinha sido construído nos terrenos da família de Fonseca na Rua do Franco e que tinham sido doados pelo arcebispo falecido.

### As reformas de Cuesta e Portocarrero
Os diferendos entre os que queriam entregar a instituição ao jesuítas, principalmente o arcebispo Juan Álvarez de Toledo, e os testamenteiros, levou o cabido a recorrer à arbitragem de Filipe II. Este, pela provisão real de 26 de junho de 1555, encomendou doutor Andrés Cuesta o estudo e reorganização do colégio. Este organizou o colégio diferenciando-o da universidade. Só os colegiais deste colégio poderiam obter graus académicos, pois só em 1567 o Conselho real estabeleceu as graduações próprias da Universidade de Compostela. A Coroa foi a partir de então o principal patrono da instituição.
Em 1577 foi de novo solicitada a intervenção da Coroa para reformar os estatutos da universidade. Para tal, Pedro de Portocarrero visitou Santiago e redigiu uma reforma que foi aprovada em outubro de 1588. Nela se especificavam com mais detalhe as compet~encias e funções dos diferentes órgãos e estabelecia-se a residência para os teólogos e juristas no Colégio Maior de de Santiago Alfeo e dos artists no Colégio de São Jerónimo, ficando o ensino de gramática à Companhia de Jesus. Ao longo de século XVI a universidade chegou a ter em vários anos 3 000 estudantes, provenientes sobretudo da Galiza e das Astúrias.
No século XVI a universidade consolidou-se com a incorporação das faculdades de leis e medicina às já existentes de artes, teologia e cânones e chegou a ter cinco colégios: o de Alfeo, o de São Jerónimo, o de São Patrício dos Irlandeses e o efémero Colégio de São Salvador. No fim do século o número de estudantes não chegava a 300.

### A Universidadeilustrada
O século XVIII trouxe uma profunda transformação à Universidade de Santiago de Compostela, completando-se o processo de secularização da instituição ao ser retirada do controlo eclesiástico. A dinâmica centralizadora a que foram sujeitas as instituições dessa época contribuiu para que a universidade perdesse alguma autonomia. Carlos III (r. 1759–1788) concede à universidade a condição de régia, acrescentando ao seu distintivo a coroa real que, sobre as armas de Castela, Leão e Galiza, que juntamente com os emblemas heráldicos dos seus fundadores mais proeminentes, foram integradas no escudo da universidade.
Depois da expulsão dos jesuítas ordenada por Carlos III, o monarca espanhol concedeu à universidade os terrenos e edifícios que aquela ordem religiosa possuía em Santiago de Compostela, que passaram a constituir o centro de uma nova universidade ilustrada. Foi elaborado um novo plano de estudos que recuperava as disciplinas cedidas a algumas congregações religiosas, criaram-se mais graus académicos e foram introduzidas novas disciplinas práticas e científicas, como física experimental ou química.